# پاول اشپورتسل
پاول اشپورتسل (چکی: Pavel Šporcl؛ زادهٔ ۲۵ آوریل ۱۹۷۳) موسیقی‌دان و نوازندهٔ ویولن اهل جمهوری چک است.
وی از شاگردان «واتسلاو اسنیچل» است و موسیقی کلاسیک را با ظاهری مدرن و غیررایج (روسریِ مخصوصش) عرضه می‌کند.